# 庫切里夫卡 (季坎卡區)
49°44′46″N 34°17′9″E / 49.74611°N 34.28583°E
庫切里夫卡（烏克蘭語：Кучерівка）是位於烏克蘭中部波爾塔瓦州裏波爾塔瓦區的村莊，分別距離基申齊2公里和奧奇卡尼夫卡1公里，始建於1844年，海拔高度103米，2001年人口20。